# Rudolf Clemens (Fußballspieler)
Rudolf Clemens (* 7. Juli 1920; † 12. August 2004) war ein Dresdner Fußballspieler. Für die Betriebssportgemeinschaft (BSG) Rotation Dresden spielte er in den 1950er-Jahren in der DDR-Oberliga, der höchsten Liga im DDR-Fußball.

## Sportliche Laufbahn
Über die SG Mickten und die BSG Motor West Dresden kam der 31-jährige Rudolf Clemens zur Saison 1951/52 zum DDR-Oberligisten Rotation Dresden. Er nahm sofort einen Stammplatz als linker Läufer ein, bestritt 31 der 36 Punktspiele und erzielte zwei Tore. 1952/53 hatte Clemens mehrere Ausfälle zu erleiden und wurde nur von November 1952 bis Januar und von April bis Mai 1953 zusammenhängend aufgeboten. Während er zur Jahreswende wie gewohnt im Mittelfeld spielte, kam er zum Saisonende als linker Abwehrspieler zum Einsatz. Insgesamt bestritt Clemens nur 17 von 32 Oberligaspielen. Die linke Abwehrseite war auch 1953/54 Clemens’ Position, der zum Saisonende erneut bei neun von 28 Oberligaspielen ausfiel. Er kam jedoch zum dritten Tor seiner Oberligakarriere. 1954 beendete Rudolf Clemens im Alter von 34 Jahren seine Laufbahn im Oberligafußball, in deren Verlauf er auch mehrere Spiele mit der Bezirksauswahl Dresden bestritten hatte. Als Freizeitsportler spielte er ab 1956 für die Bezirksklassen-Mannschaft BSG Rotation Dresden. Diese entstand 1955 im Zuge der Gründung des SC Einheit Dresden.